# Proceratium panamense
Proceratium panamense (лат.) — вид мелких муравьёв из подсемейства Proceratiinae (Formicidae). Эндемик Центральной Америки.

## Распространение
Коста-Рика и Панама (Северная Америка).

## Описание
Мелкие муравьи с загнутым вниз и вперёд кончиком брюшком (длина рабочих 3,80—4,77 мм; самцы до 5,30 мм; длина глаз составляет 0,04-0,07 мм у рабочих и до 0,24 мм у маток и до 0,32 мм у самцов). От близких видов отличается следующими признаками: крупные размеры (более 3,8 мм), постпетиоль на виде сверху прямоугольный и антеролатерально угловатый; мезосома вытянутая и менее выпуклая (чем у Proceratium convexiceps); область между базальной и наклонной гранями проподеума с очень поверхностными следами поперечного киля; верх проподеума покрыт и длинными и короткими волосками; киль на проподеуме не развит. Средние голени без гребенчатых шпор. Нижнечелюстные щупики 3-члениковые, нижнегубные щупики состоят из 2 сегментов. Окраска коричневая. Предположительно, как и другие близкие виды охотятся на яйца пауков и других членистоногих.

## Классификация
Относится к группе видов из клады Proceratium micrommatum, наиболее близок к типовому виду Proceratium micrommatum.